# Хайнрих I (Хоя)
Вижте пояснителната страница за други личности с името Хайнрих I.
Хайнрих I фон Хоя (на немски: Heinrich I von Hoya, † 25 ноември 1235 или 25 ноември 1236) е от 1202 до 1235 първият граф на Хоя.
Той произлиза от Рюстринген, Фризия. Той е син на Видекинд фон Щумпенхаузен († сл. 1181) / или на Герхард фон Хоя († ок. 1200)/ и съпругата му фон Олденбург († сл. 1167), дъщеря на граф Хайнрих I фон Олденбург († 1167) и Салома фон Гелдерн († 1194). 
Хайнрих е в свитата на архиепископa на Бремен Хартвиг II фон Утледе и между 1181 и 1190 г. се заселва в Хоя. Той е поддръжник на Хоенщауфените.
Хайнрих е погребан в църквата в Бюкен.

## Деца
Той се жени ок. 1195 г. за Рихенза фон Вьолпе († 1227), дъщеря на граф Бернхард II фон Вьолпе († 1221) и София фон Дасел († сл. 1215). Те имат децата:
- Аделхайд († сл. 1226), канонеса в манастир Басум (1224 – 1226)
- Бернхард († 1 август 1243), домхер в Бремен (1231 – 1242)
- Бурхард († 1 април 1294), домхер в Бремен (1243 – 1248), във Ферден (1254 – 1282)
- Герхард († сл. 4 май 1268/1269), епископ на Ферден (1251 – 1269)
- Ерменгард († сл. 21 януари 1264), ∞ Конрад фон Ванеберген († 1264)
- Хайнрих II († 1290), граф на Хоя (1237 – 1290)
- Юта († сл. 1264), ∞ Лудолф III фон Халермунд († сл. 1264)
- Ото († сл. 1274), домхер в Минден (1265) (Ото I, епископ на Минден) (?)
- Рихенза († сл. 13 октомври 1268), ∞ Ведекинд фон Шалксбург († сл. 1268)
- Ведекинд († 20 септември 1261), епископ на Минден (1253 – 1261)